# 埃瓦爾特山
埃瓦爾特山（英語：Mount Ewart），是南極洲的山峰，位於羅斯群島的布萊克島，處於梅拉尼亞山以西3公里的科爾湖北岸，海拔高度213米，現時由南極條約體系管理。